# Amplificador diferencial

Símbolo del Amplificador diferencial. Las entradas inversora y no inversora son señaladas respectivamente mediante los signos "-" y "+" y las tensiones de alimentación como y.

Se llama amplificador diferencial a un dispositivo que amplifica la diferencia entre dos voltajes de entrada, pero que suprime cualquier voltaje común a dichas entradas. Es un circuito analógico con dos entradas denominadas entrada inversora ({\displaystyle V_{\rm {in}}^{-}}) y entrada no inversora ({\displaystyle V_{\rm {in}}^{+}}) y una sola salida ({\displaystyle V_{\rm {out}}}) la cual es idealmente proporcional a la diferencia entre los dos voltajes, según la siguiente ecuación:
{\displaystyle V_{\rm {out}}=A_{\rm {d}}(V_{\rm {in}}^{+}-V_{\rm {in}}^{-})}
donde el factor de proporcionalidad {\displaystyle A_{\rm {d}}} es la ganancia diferencial del amplificador.

## Teoría
La salida de un amplificador diferencial está dada por:
{\displaystyle V_{\text{out}}=A_{\text{d}}(V_{\text{in}}^{+}-V_{\text{in}}^{-})}
donde {\displaystyle V_{\text{in}}^{+}} y {\displaystyle V_{\text{in}}^{-}} son los voltajes de entrada y {\displaystyle A_{\text{d}}} es la ganancia diferencial.
Sin embargo, en la práctica, la ganancia no es absolutamente igual para las dos entradas. Esto significa que si las entradas son iguales, la salida no será cero, como sería en el caso ideal. Una expresión más realista para la salida de un amplificador diferencial incluye así un segundo término:
{\displaystyle V_{\text{out}}=A_{\text{d}}(V_{\text{in}}^{+}-V_{\text{in}}^{-})+A_{\text{c}}\left({\frac {V_{\text{in}}^{+}+V_{\text{in}}^{-}}{2}}\right)}

donde {\displaystyle A_{\text{c}}} es la ganancia en modo común, es decir la ganancia del dispositivo cuando las entradas reciben el mismo voltaje. Como los amplificadores diferenciales se utilizan a menudo para anular el ruido o los voltajes de polarización que aparecen en ambas entradas, por lo general se desea una baja ganancia en modo común. La relación de rechazo en modo común (CMRR, sigla de Common-mode reject ratio), se define como la relación entre la ganancia en modo diferencial y la ganancia en modo común e indica la capacidad del amplificador para cancelar con precisión voltajes que son comunes a ambas entradas. La relación de rechazo de modo común se define como:
{\displaystyle \mathrm {CMRR} =10\log _{10}\left({\frac {A_{\mathrm {d} }}{A_{\mathrm {c} }}}\right)^{2}=20\log _{10}\left({\frac {A_{\mathrm {d} }}{|A_{\mathrm {c} }|}}\right)}
En un amplificador diferencial perfectamente simétrico, {\displaystyle A_{\text{c}}} es cero y el CMRR es infinito. Debe observarse que un amplificador diferencial es una forma más general que un amplificador con una única entrada. Como la ganancia diferencial excede a la ganancia en modo común, la CMRR será un número positivo, y cuanto más alto, mejor. La CMRR es una especificación muy importante, ya que indica cuánto de la señal en modo común aparecerá en su medición. El valor de la CMRR depende a menudo de la frecuencia de la señal, y se debe especificar como una función de la misma.

## Par diferencial

### Antecedentes históricos
Los amplificadores diferenciales se implementan, por lo general, con un circuito básico de dos transistores llamado par diferencial o par de cola larga. Este circuito se implementó originalmente usando un par de tubos de vacío. El circuito funciona de la misma manera para todos los dispositivos de tres terminales con ganancia de corriente. Los puntos de polarización del circuito de resistencia de cola larga se determinan en gran parte por la ley de Ohm y en menor medida, por las características de los componentes activos.
El par de cola larga se desarrolló a partir del conocimiento anterior de las técnicas del circuito push-pull y de los puentes de medición. Un circuito temprano, que se asemejaba mucho a un par de cola larga fue publicado por el neurólogo británico Bryan Matthews en 1934, y parece probable que esto estaba destinado a ser un verdadero par de cola larga, pero fue publicado con un error de dibujo. El circuito par de cola larga definido más temprano apareció en una patente presentada por el inventor británico Alan Blumlein en 1936. A finales de la década de 1930, la topología fue bien establecida y ha sido descrita por varios autores como Franklin Offner (1937), Otto Schmitt (1937) y Jan Friedrich Toennies (1938) y se utilizó en particular para la detección y medición de los impulsos fisiológicos.
El par de cola larga se utilizó con gran éxito en los comienzos de la informática británica, más notablemente en el computador Pilot ACE y posteriores, el EDSAC de Maurice Wilkes, y probablemente otros diseñados por personas que trabajaron con Blumlein o sus compañeros. El par de cola larga tiene muchos atributos como un interruptor: es, en gran medida, inmune a las variaciones de los tubos usados (y de los transistores, en la actualidad), de alta ganancia, con estabilidad de ganancia, impedancia de entrada alta, impedancia de salida media/baja, buen recortador de señal, no inversor y grandes excursiones de la tensión de salida. Una desventaja que tuvo, en su versión de tubos de vacío, es que la excursión de voltaje de salida (típicamente ± 10 a 20 V) fue superpuesta a una tensión continua de 200 V o algo menos, requiriendo atención en el acoplamiento de señal, por lo general alguna forma de acoplamiento de corriente continua en banda ancha. En muchos equipos de este tiempo se trató de evitar este problema mediante el uso de la lógica de impulsos solamente mediante acoplamiento en corriente alterna, que les hizo muy grandes y demasiado complejos (en el caso de la computadora ENIAC, fueron usados 18.000 tubos de vacío para una calculadora de 20 dígitos) o no fiables. Los circuitos de acoplado en corriente continua se convirtieron en la norma después de la primera generación de computadoras de tubos de vacío.

## Tecnología

Par diferencial o par de cola larga, construido con transistores bipolares del tipo NPN. También puede ser hecho con transistores PNP, FET y MOSFET.

El amplificador diferencial o el par diferencial suele construirse con dos transistores que comparten la misma conexión de emisor, por la que se inyecta una corriente de polarización. Las bases de los transistores son las entradas (I+ e I-), mientras que los colectores son las salidas. Si se terminan en resistencias, se tiene una salida también diferencial. Se puede duplicar la ganancia del par con un espejo de corriente entre los dos colectores. 
Aunque esta descripción se basa en transistores de unión bipolar, lo mismo se puede hacer en tecnología MOS o CMOS

## Aplicaciones
El par diferencial es una base fundamental para la electrónica analógica. Los amplificadores operacionales y comparadores de tensión se basan en él. Así mismo, los multiplicadores analógicos, empleados en calculadoras analógicas y en mezcladores, están basados en pares diferenciales.
Los amplificadores de transconductancia también, básicamente, son pares diferenciales.
En Electrónica digital, la tecnología ECL se basa en un par diferencial. Muchos circuitos de interfaz y cambiadores de nivel se basan en pares diferenciales.